# Brændgårdskolen
Brændgårdskolen er en folkeskole i Herning. Skolen har 582 elever og fungerer bl.a. som øvelsesskole for lærerstuderende fra Silkeborg Seminarium. Skolen er fra 1962 og er udvidet flere gange.